# Застава поноса
Застава поноса је свака застава која представља сегмент или део ЛГБТ заједнице. Понос се у овом случају односи на појам геј поноса. Термини ЛГБТ застава и квир застава се често користе наизменично.
Застава дуге је најраспрострањенија ЛГБТ+ застава и ЛГБТ+ симбол уопште. Постоје деривације дугине заставе које се користе да би се усмерила пажња на специфичне групе сличних интереса унутар заједнице (на пример, субкултура коже). Постоје и неке заставе поноса које нису искључиво везане за ЛГБТ+ питања, као што је полиаморна застава.

## Значајни примери

### Дуга
Гилберт Бејкер дизајнирао је заставу поноса дугиних боја за прославу Дана слободе хомосексуалаца у Сан Франциску 1978. године. Застава је осмишљена као "симбол наде" и ослобођења и алтернатива симболици ружичастог троугла. Застава не приказује стварну дугу. Уместо тога, дугине боје су приказане као хоризонталне пруге, са црвеном на врху и љубичастом на дну. Представља разноликост хомосексуалаца и лезбијки широм света. У оригиналној верзији са осам боја, ружичаста је означавала сексуалност, црвена за живот, наранџаста за лечење, жута за сунце, зелена за природу, тиркизна за уметност, индиго за хармонију, а љубичаста за дух. Копију оригиналне заставе од 20 са 30 стопа и осам боја направио је Бејкер 2000. године и постављена је у округу Кастро у Сан Франциску. Постоје многе варијације заставе дуге, укључујући оне које укључују друге ЛГБТ+ симболе као што су троугао или ламбда.
- Оригинална застава са 8 боја коју је Бејкер дизајнирао 1978.
- Застава са 7 боја, где је роза уклоњена због недостатка материјала (1978—1979).
- Застава са 6 боја где је тиркизна уклоњена, а индиго промењена у краљевско плаву (1979—данас).

### Аромантичност
Застава аромантичног поноса састоји се од пет хоризонталних пруга, које су од врха до дна: зелена, светло зелена, бела, сива и црна. У овом редоследу, пруге представљају аромантичност, ароматични спектар, естетску привлачност, сиво-ароматичне и демиромантичне људе и спектар сексуалности. 

### Асексуалност
Застава асексуалног поноса састоји се од четири хоризонталне пруге: црне, сиве, беле и љубичасте од врха до дна. Заставу је креирао корисник Асексуалне видљивости и мреже за образовање у августу 2010. године, као део напора заједнице да се направи и изабере застава. Црна пруга представља асексуалност; сива трака представља сиво-асексуалце и демисексуалце; бела пруга представља савезнике; а љубичаста пруга представља заједницу.

### Култура медведа
Медвед или бер је геј сленг израз за оне у заједницама медведа, субкултури у геј заједници и новонастајућој подскупини ЛГБТ+ заједнице са сопственим догађајима, кодовима и идентитетом специфичним за културу. Медведи обично имају длакава тела и длаке на лицу; неки су тешки; неки пројектују имиџ мушкости радничке класе у свом изгледу, иако ништа од тога није захтев или јединствен показатељ чланства субкултуре. Концепт медведа може функционисати као идентитет, припадност и идеал за живот. У заједницама медведа је у току дебата о томе шта је медвед. Неки наводе да је самоидентификација као медвед једини услов, док други тврде да медведи морају имати одређене физичке карактеристике, као што су длакаве груди и лице, велико тело или одређени начин облачења и понашања.
Медведи су скоро увек геј или бисексуални мушкарци; трансродни мушкарци које привлаче други мушкарци све су више укључени у заједнице медведа. Заједница медведа се проширила по целом свету, са клубовима медведа у многим земљама. Медвеђи клубови често служе као друштвене и сексуалне мреже за старије, длакавије, понекад теже геј и бисексуалне мушкарце, а чланови често доприносе својим локалним геј заједницама кроз прикупљање средстава и друге функције. Догађаји са медведима су уобичајени у геј заједницама.
Заставу Међународног братства медведа дизајнирао је 1995. Крејг Бирнс.

### Бисексуалност
Уведену 5. децембра 1998. заставу бисексуалног поноса дизајнирао је активиста Мајкл Пејџ да представља и повећа видљивост бисексуалних особа у ЛГБТ+ заједници и друштву у целини. Пејџ је одабрао комбинацију боја Мечинг система Пантон и то магенту (ружичаста), лаванду (љубичаста) и краљевско плаву. Готова правоугаона застава се састоји од широке ружичасте траке на врху, широке плаве пруге на дну и уске љубичасте пруге у средини.
Пејџ је описао значење боја као: „Ружичаста боја представља сексуалну привлачност само према истом полу (геј и лезбијке), плава представља сексуалну привлачност само према супротном полу (равно), а резултирајућа боја преклапања љубичаста представља сексуалну привлачност према оба пола (би).“ Он је такође описао значење заставе у дубљим терминима, рекавши: „Кључ за разумевање симболике у застави би поноса је да се зна да се љубичасти пиксели боје неприметно стапају у ружичасту и плаву, баш као у 'стварном свету' где би људи се неприметно стапају у геј/лезбијску и стрејт заједницу."
Плави и ружичасти симбол троугла који се преклапају представља бисексуалност и бисексуални понос. Порекло симбола, који се понекад назива "биугао", углавном је непознат; међутим, неке поставке описују боје као „ружичаста представља привлачност за жене, а плава привлачност за мушкарце, или ружичаста представља хомосексуалност, плава хетеросексуалност и љубичаста бисексуалност“.

### Међуполност
Међуполну заставу је креирао Морган Царпентер из Intersex Human Rights Australia у јулу 2013. како би створио заставу „која није изведена, али је ипак чврсто утемељена на значењу“. Организација описује круг као „непрекинут и неукрашен, симболизујући целовитост и потпуност, и наше потенцијале. И даље се боримо за телесну аутономију и генитални интегритет, а ово симболизује право да будемо оно што и како желимо.“

### Лезбијка
Ни један дизајн заставе за лезбијски понос није широко прихваћен. Међутим, постоји много популарних.
Лабрис лезбијску заставу креирао је 1999. графички дизајнер Шон Кембел, а објављена је јуна 2000. у издању Палм Спрингса у прајд издању часописа Gay and Lesbian Times. Дизајн укључује лабрис, врсту двоглаве секире, постављену на црни троугао окренут надоле, постављен на љубичасту позадину. Међу својим значењима, лабрис је био оружје које су користиле Амазонке из митологије. Седамдесетих година прошлог века је прихваћен као симбол оснаживања од стране лезбијске феминистичке заједнице. Жене које је Нацистичка Немачка сматрала асоцијалним, који је укључивао и хомосексуалне жене, јер нису биле у складу са нацистичким идеалом жене биле су осуђене на концентрационе логоре и носиле су надоле означену црну троугласту значку да би се идентификовале. Неке лезбијке су повратиле овај симбол као што су геј мушкарци повратили ружичасти троугао (многе лезбијке су повратиле и ружичасти троугао иако лезбијке нису биле укључене у параграф 175 немачког кривичног закона). Љубичаста боја је постала повезана са лезбијкама кроз поезију Сапфе.
Лезбијска застава кармина представљена је 2010. у веблогу This Lesbian Life. Застава представља „хомосексуалне жене које имају женственији родни израз“. Седам боја „ружичасте“ лезбијске заставе је копирано са лезбијске заставе кармина (као последица тога, погрешно је окарактерисана као друга верзија заставе кармина). Заслуге за модификацију заставе кармина остају непознате; међутим, прилагођавање само бојама привукло је више употребе као општа застава лезбијског поноса.
Нова лезбијска застава по узору на „ружичасту“ заставу са седам појасева представљена је на Тамблр-у 2018. године, где тамно наранџаста представља „родну неусаглашеност“, наранџаста за „независност“, светло наранџаста за „заједницу“, бела за „јединственост односа према женствености", розе за „спокојство и мир", прашњаво розе за „љубав и секс", а тамно руже за „женственост". Верзија са пет трака је убрзо настала из боја из 2018. 2020. године, дошло је до контроверзе око тога ко је заправо увео наранџасто-ружичасту лезбијску заставу. Неки популарни извори тврде да је Тумблр блогерка Емили Гвен њен творац.
- Лебрис лезбијска застава из 1999.
- Лезбијска застава са бојама копираним са заставе кармин лезбијки.
- Лезбијска застава направљена 2018.
- Верзија заставе из 2018. са пет пруга.

### Небинарност
Небинарну заставу поноса креирао је 2014. активиста Кај Рован. Свака боја представља различите типове небинарних идентитета: жута за људе који се идентификују изван родне бинарности, бела за небинарне особе са више полова, љубичаста за оне са мешавином мушког и женског пола и црна за особе без пола.
Под небинарним кровом су сви они људи који се идентификују изван родне бинарности.

### Пансексуалност
Застава  пансексуалног поноса уведена је у октобру 2010. на Тамблр блогу „Pansexual Pride Flag“. Има три хоризонталне траке које су ружичасте, жуте и плаве. „Ружичаста представља привлачност за жене, плава за мушкарце, а жута за привлачење свих осталих“; као што су небинарни, ародни, биродни или родно колебљиви.

### Трансродност
Трансродну заставу поноса дизајнирала је трансродна жена Моника Хелмс 1999. Први пут је приказана на паради поноса у Финиксу, Аризони, САД, 2000. године. Вијорена је са великог јавног јарбола у округу Кастро у Сан Франциску почевши од 19. новембра 2012, у знак сећања на Дан сећања на трансродне особе. Застава представља трансродну заједницу и састоји се од пет хоризонталних пруга: две светлоплаве, две розе, са белом пругом у средини. Хелмс је описала значење заставе на следећи начин:
Шаре на врху и дву су светлоплаве, традиционалне боје за дечаке. Поред њих су розе шаре, традиционалне боје за девојчице. Бела је за људе који се осећају небинарно, који осећају да немају род. The pattern is such that no matter which way you fly it, it is always correct, signifying us finding correctness in our lives.
Филаделфија је постала прва влада округа у Сједињеним Државама која је подигла заставу поноса трансродних особа 2015. Подигнута је у Градској кући у част 14. годишње конференције о здрављу у Филаделфији, и остала је поред застава САД и града Филаделфије током целе конференције. Тада је градоначелник Мајкл Нутер одржао говор у част прихватања транс заједнице у Филаделфији.

## Галерија
Ове заставе представљају различите сексуалне оријентације, романтичне оријентације, родне идентитете, субкултуре и регионалне сврхе, као и ЛГБТ+ заједницу у целини.
- Rainbow flag
- Ародност[19]
- Аромантичност[52]
- Асексуалност
- Медведи
- Биродност[53]
- Бисексуалност
- Демисексуалност
- Геј мушкарци[54][55]
- Родна колебљивост[56]
- Родно квир
- Међуполност
- Кожни понос
- Лабрис,
Лезбијски феминизам[18][57]
- Кармин лезбијке[18]
- Лезбијке[32]
- Лезбијке
(2018; седам пруга)[58]
- Лезбијке
(2018; пет пруга)[59]
- Небинарност
- Пансексуалност
- Polyamory[60]
- Полисексуалност[58]
- Прогрес
- Трансродност